# 悪い男
『悪い男』（わるいおとこ、原題：나쁜 남자〈ナップンナムジャ〉）は、2001年の韓国映画。2002年の第52回ベルリン国際映画祭のコンペティション部門に出品された。
主演のチョ・ジェヒョンがこの作品によって第38回百想芸術大賞映画部門の最優秀演技賞を受賞した。
チョ・ジェヒョンが演じるヤクザのハンギは、繁華街のベンチに腰掛ける清楚な女子大生ソナに一目惚れする。ソナはハンギに目もくれず恋人のもとに駆け寄るが、彼は強引にソナの唇を奪う。ハンギはソナから侮蔑の言葉を浴びるが、ソナをなんとか自分のものにしようと画策する。ハンギは寡黙な男という設定でせりふがひとことしかない。寺脇研は本作品がフェミニズムの観点からの批判があることに言及した上で高く評価し、2007年5月に出版された自著『韓国映画ベスト100』でベストテンの1本に選んでいる。

## キャスト
- 悪い男[6]ハンギ役チョ・ジェヒョン
- 清楚な女子大生ソナ役ソ・ウォン
- ミョンス役チェ・ドンムン
- ジョンテ役キム・ユンテ
- アンヒ役キム・ジョンヨン
- ダルス役イ・ハヌィ

## 受賞
- 第38回百想芸術大賞映画部門 最優秀演技賞（男性）：チョ・ジェヒョン[3]
- 第39回大鐘賞新人女優賞：ソ・ウォン